# Haplosporidia
Haplosporidia је мала група плазмодијалних спорулишућих протиста, ендопаразита морских и слатководних животиња, најчешће шкољки. Споре су са танким омотачем и отвором кроз који излази амебоидни зачетак. У једрима ове групе присутно је (интрануклеарно) деобно вретено, чији рудименти (kernstab) заостају током интерфазе.